# From Bureaucrat to Villainess : Papa s'est réincarné !
From Bureaucrat to Villainess : Papa s'est réincarné ! (悪役令嬢転生おじさん, Akuyaku reijō tensei ojisan) est une série de manga écrite et illustrée par Michiro Ueyama (ja). Elle est sérialisée, à partir de mars 2020 dans le magazine Young King Ours GH de Shōnen Gahōsha, puis rassemblée en volumes tankōbon à partir de décembre 2020.
Une adaptation en série télévisée d'animation par le studio Ajiadō est diffusée à la télévision japonaise depuis le 10 janvier 2025. Dans les pays francophones, elle est distribuée en simulcast par ADN sous le titre From Bureaucrat to Villainess: Dad's Been Reincarnated!.

## Synopsis
L'esprit de Kenzaburô Tondabayashi, un fonctionnaire japonais de 52 ans victime d'un accident de la route, se retrouve subitement dans le corps d'une jeune fille. Il se rend compte qu'il a été réincarné dans l'univers du jeu vidéo otome préféré de sa fille, dans le rôle de la vilaine, Grace Auvergne, la fille du duc Auvergne. Le quinquagénaire, otaku fan de super-héros mais peu féru des jeux de drague, décide de suivre le fil narratif du jeu. Mais l'employé exemplaire et père de famille bienveillant sera-t-il capable de se changer en méchante capable de harceler l'héroïne naïve, Anna Doll, pour la mener jusqu'à une good ending ?

## Personnages
Grace (Kenzaburô) (グレイス=憲三郎, Gureisu Kenzaburō)
Protagoniste de l'histoire, il s'agit de l'esprit de Kenzaburô Tondabayashi transféré dans le corps de Grace Auvergne. Il conserve à la fois les souvenirs de Grace et ceux de Kenzaburô, bien que ces derniers soient légèrement altérés, notamment en ce qui concerne le monde de L'Académie magique et les noms occidentaux de ses personnages. Son transfert lui a fait débloquer une capacité « Cheat d'élégance » qui adapte automatiquement ses actions en manières dignes d'une jeune fille de haut rang.
Grace Auvergne (グレイス・オーヴェルヌ, Gureisu Ōverunu)
Voix japonaise : M・A・O
Fille du duc Auvergne, âgée de 15 ans, elle est la Vilaine, antagoniste originale du jeu vidéo L'Académie magique : L'Amour et la Bête (マジカル学園ラブ＆ビースト, Majikaru gakuen: Rabu & Bīsuto). Méchante et égoïste, elle n'hésite pas à brimer son entourage, notamment sa servante Josette, et Anna Doll, seule élève roturière de l'académie.
Kenzaburô Tondabayashi (屯田林 憲三郎, Tondabayashi Kenzaburō)
Voix japonaise : Kazuhiko Inoue

### Monde deL'Académie magique
Anna Doll (アンナ・ドール, Anna Dōru)
Voix japonaise : Akira Sekine
Héroïne du jeu L'Académie magique, dans lequel elle doit se rapprocher d'un des prétendants malgré les brimades de sa rivale, la vilaine Grace Auvergne. Mais l'apparition de Grace Kenzaburô change le scénario, puisque la jeune fille devient rapidement amie avec Grace, se détournant des prétendants.
Virgile Vierge (ヴィルジール・ヴィエルジ, Virujīru Vieruji)
Voix japonaise : Kaito Ishikawa
Un des prétendants de L'Académie magique. Prince héritier du pays et fiancé de Grace Auvergne, il est également président du conseil étudiant de l'académie.
Richard Verseau (リシャール・ヴェルソー, Rishāru Vuerusō)
Voix japonaise : Yūichirō Umehara
Un des prétendants de L'Académie magique. Vice-président du conseil étudiant.
Auguste Lion (オーギュスト・リオン, Ōgyusuto Rion)
Voix japonaise : Ryōta Suzuki (en)
Un des prétendants de L'Académie magique. Responsable de la sécurité du conseil étudiant.
Pierre Gémeaux (ピエール・ジェモー, Piēru Jemō)
Voix japonaise : Takuma Nagatsuka (en)
Un des prétendants de L'Académie magique. Valet du prince Virgile et secrétaire du conseil étudiant.
Lucas Vierge (リュカ・ヴィエルジ, Ryuka Vieruji)
Voix japonaise : Aoi Koga
Un des prétendants de L'Académie magique. Frère cadet de Virgile et deuxième prince du royaume.
Josette (ジョゼット, Jozetto)
Voix japonaise : Yū Sasahara
Orion
Familier de Grace (Kenzaburô). Il s'agit d'un dragon archaïque, né de la fusion des manas de Grace et de Kenzaburô grâce à l'intervention physique de Hinako à travers son téléviseur. Cas unique dans L'Académie magique, il possède les attributs de deux éléments : le feu et l'eau.

### Monde réel
Hinako Tondabayashi ()
Voix japonaise : Tomoyo Kurosawa
Fille de Kenzaburô, agée de 20 ans. Elle se définit elle-même comme « une geek de sang pur » née de deux parents otakus, et apprécie les jeux vidéo otome, en particulier L'Académie magique. Lorsqu'elle découvre qu'une nouvelle partie s'est lancée toute seule sur sa console, et que le personnage principal y a été renommé « Grace (Kenzaburô) », elle en déduit immédiatement que la conscience de son père dans le coma est entrée dans le jeu.
Mitsuko Tondabayashi ()
Voix japonaise : Takako Honda
Épouse de Kenzaburô. Otaku passionnée de fantasy et de récits de mondes parallèles depuis qu'elle a lu L'Histoire sans fin au collège, elle accepte tout naturellement l'idée que l'esprit de son mari ait été transféré dans un univers de jeu vidéo après son accident de la route.

## Manga
Michiro Ueyama publie sur les réseaux sociaux, fin 2019, un dōjin, ébauche de ce qu'il appelle « le manga de vilaine qu'il voudrait lire ». Le tweet reçoit plus de 160 000 likes, conduisant à sa prépublication, à partir de mars 2020 dans le magazine Young King Ours GH de l'éditeur Shōnen Gahōsha. Les chapitres sont ensuite rassemblés sous forme de volumes reliés, dont le premier paraît le 16 décembre 2020. Au 5 août 2024, 7 volumes sont ainsi sortis chez Shōnen Gahōsha.
L'auteur explique s'être inspiré de plusieurs œuvres de « méchante fille réincarnée », notamment Otome Game : Tous les chemins mènent à la damnation !, Endô and Kobayashi Live! The Latest on Tsundere Villainess Lieselotte (en) et The Most Heretical Last Boss Queen, en y ajoutant l'image du « vieil homme sage », « adulte idéal », représentant le « point de vue des parents » tiré de sa propre expérience.

### Liste des volumes
| no | Japonais         | Japonais          | Français        | Français          |
| no | Date de sortie   | ISBN              | Date de sortie  | ISBN              |
| -- | ---------------- | ----------------- | --------------- | ----------------- |
| 1  | 16 décembre 2020 | 978-4-7859-6827-4 | 26 février 2025 | 978-2-38503-243-2 |
| 2  | 2 août 2021      | 978-4-7859-6968-4 | 26 février 2025 | 978-2-38503-244-9 |
| 3  | 5 avril 2022     | 978-4-7859-7114-4 |                 |                   |
| 4  | 28 décembre 2022 | 978-4-7859-7308-7 |                 |                   |
| 5  | 5 juin 2023      | 978-4-7859-7406-0 |                 |                   |
| 6  | 4 janvier 2024   | 978-4-7859-7578-4 |                 |                   |
| 7  | 5 août 2024      | 978-4-7859-7726-9 |                 |                   |

## Anime
L'adaptation en série télévisée d'animation est annoncée fin décembre 2023 et confirmée dans le volume no 6 du manga qui sort quelques jours plus tard.
Elle est produite par le studio Ajiadō et réalisée par Tetsuya Takeuchi, avec Shingo Irie à la supervision des scripts, Haruka Matsunae à la conception des personnages, Yuki Miyamoto à celle des monstres.
Sa diffusion commence à la télévision japonaise le 10 janvier 2025,. Elle est précédée, le 8 janvier 2025 sur Abema, par un programme spécial d'une heure, présenté par Kazuhiko Inoue, M・A・O et Akira Sekine.
En France, la série est proposée en simulcast, dans une version sous-titrée en français, sur la plateforme Animation Digital Network, sous son titre anglais From Bureaucrat to Villainess: Dad's Been Reincarnated!.

### Musiques
Le thème d'ouverture est Choose!!!, interprété par le groupe Cider Girl (サイダーガール, Saidā gāru) ; le thème de fin est Matsuken Samba II (マツケンサンバII, Matsuken sanba II), interprété par Kenzaburô Tondabayashi et Grace Auvergne (Kazuhiko Inoue et M・A・O). Dans l'épisode no 9, l'ending est remplacé par la chanson d'insertion Ginga tetsudō 999 (銀河鉄道999), thème de la série d'animation éponyme Galaxy Express 999, de Yukihide Takekawa, arrangée par Interceptbeats, et interprétée par Grace Kenzaburô (Kazuhiko Inoue et M・A・O).

### Liste des épisodes
| No | Titre français                          | Titre japonais                   | Titre japonais                  | Date de 1re diffusion |
| No | Titre français                          | Kanji                            | Rōmaji                          | Date de 1re diffusion |
| --- | --------------------------------------- | -------------------------------- | ------------------------------- | --------------------- |
| 1 | Le Quinqua, dans la peau de la méchante | おじさん、悪役令嬢になる         | Ojisan, akuyaku reijō ni naru   | 10 janvier 2025       |
| Kenzaburô Tondabayashi, un fonctionnaire de 52 ans, est mort dans un accident de la route. Mais une raison inconnue, il se réincarne dans le monde du jeu vidéo otome L'Académie magique : L'Amour et la Bête, sous les traits de la vilaine, Grace Auvergne. Il s'adapte rapidement à nouvelle vie de fille de duc en utilisant les compétences professionnelles de sa vie précédente, et décide de jouer le rôle d'une jeune femme méchante, tout comme la Grace originale. Mais ses habitudes bienveillantes de parent reviennent... |                                         |                                  |                                 |                       |
| 2 | Le quinqua devient magicienne           | おじさん、魔法使いになる         | Ojisan, mahō tsukai ni naru     | 17 janvier 2025       |
| Après avoir intégré l'académie royale de magie, Grace (Kenzaburô) se préparer à aborder Anna Doll, la protagoniste originale du jeu, de manière autoritaire pour remplir son rôle de vilaine. Devant le conseil étudiant, que les deux jeunes filles sont invités à rejoindre, elle tente de rabaisser Anna. Mais les habitudes de la vie antérieure de Kenzaburô lui font donner une évaluation objective de la jeune fille. |                                         |                                  |                                 |                       |
| 3 | Le Quinqua, l'as des jeux de mots       | おじさん、ダジャレを言う！       | Ojisan, dajare o iu!            | 24 janvier 2025       |
| Grace (Kenzaburô) et Anna Doll sont chargées de vérifier le budget du conseil étudiant. Anna se révèle incapable de faire les bons calculs. Grace aide volontiers Anna grâce au boulier qu'elle a fait fabriquer. Virgile Vierge, témoin de la scène, est impressionné par les compétences et la modestie de Grace. Par ses paroles et ses actions, Grace (Kenzaburô) gagne une nouvelle fois le cœur des autres membres du conseil. |                                         |                                  |                                 |                       |
| 4 | Le quinqua invoque son familier         | おじさん、ビーストを召喚する     | Ojisan, bīsuto o shōkan suru    | 31 janvier 2025       |
| Un mois après la rentrée, les nouveaux étudiants de l'académie de magie participent à un rituel d'invocation pour faire éclore leur « Bête », un familier, à partir de l'œuf reçu lors de leur inscription. Grace (Kenzaburô) attire l'attention en faisant éclore des versions chibi de Grace et de Kenzaburô, qui sont aussitôt fusionnées par l'intervention d'un mystérieux cercle magique et d'une voix, que Grace est la seule à entendre, celle d'Hinako, la fille de Kenzaburô dans le monde réel.                              |                                         |                                  |                                 |                       |
| 5 | Le Quinqua, maître des éléments         | おじさん、二刀流でいく           | Ojisan, nitōryū de iku          | 7 février 2025        |
| Grace a invoqué comme familier un dragon qui a la particularité d'avoir deux attributs, le feu et l'eau, et devient rapidement le centre d'attention à l'académie. Le doyen propose à Grace de participer à l'exhibition de magie qui aura lieu à la fin du semestre. Pendant ce temps, dans le monde réel, Hinako et sa mère, réalisant qu'elles peuvent intervenir partiellement dans le monde du jeu, décident de continuer à jouer pour aider Kenzaburô.                                                                            |                                         |                                  |                                 |                       |
| 6 | Le Quinqua, ému aux larmes              | おじさん、感涙する               | Ojisan, kanrui suru             | 14 février 2025       |
| Afin de préparer l'exhibition de magie, Grace et Anna assistent à l'entrainement de Richard Verseau et Auguste Lion. Anna lance un sort d'essai un rocher, qui provoque son effondrement et donne vie à un squelette de dragon fossilisé. Richard et et Auguste interviennent immédiatement mais leurs attaques sont inefficaces contre le monstre. Grace compose alors un cercle magique sur chacun d'eux. |                                         |                                  |                                 |                       |
| 7 | Le Quinqua, en démonstration            | おじさん、模範演習する           | Ojisan, mohan enshū suru        | 21 février 2025       |
| Le duc Léopold Auvergne, est de retour après deux mois d'absence pour son travail. Il rapporte pour Grace un cadeau bien trop enfantin pour être offert à une jeune fille de 15 ans, ce qui provoque une atmosphère gênante dans le manoir. Mais une intervention de Grace lui évite de ne pas perdre la face devant les domestiques. Le jour de l'exhibition de magie est en arrivé. Après la démonstration d'Auguste et Richard, c'est enfin au tour de Grace et Anna d'entrer en scène.                                              |                                         |                                  |                                 |                       |
| 8 | Le Quinqua, une bonne hors-norme        | おじさん、メイドになる           | Ojisan, meido ni naru           | 28 février 2025       |
| Lors d'un goûter entre membres du conseil étudiant, il apparaît qu'Anna n'est pas familière de la vie aristocratique et des bonnes manières à table. Grace invite alors Anna de les lui apprendre au manoir d'Auvergne lors des prochaines vacances d'été. Une nuit, Grace (Kenzaburô) rêve d'une mystérieuse lumière blanche , qui la conduit jusqu'à une Grace Auvergne triste, enfermée dans un lieu sombre. Le lendemain matin, lorsqu'elle se réveille, elle trouve Anna habillée en femme de chambre.                             |                                         |                                  |                                 |                       |
| 9 | Le Quinqua, pris au piège               | おじさん、閉じ込められる         | Ojisan, toji komera reru        | 7 mars 2025           |
| Les membres du Conseil étudiant sont chargés de veiller sur la salle des reliques de l'Académie pendant une nuit de pleine lune. Alors que Lucas touche un artéfact à l'apparence d'un casse-tête cubique coloré, celui-ci s'active et les garçons sont aspirés à l'intérieur, sous les yeux de Grace et Anna. Elles-mêmes semblent piégées dans un dédale de portes et de murs flottants, et vont devoir résoudre les énigmes de ce « Labyrinthe des épreuves ».                                                                       |                                         |                                  |                                 |                       |
| 10 | Le quinqua libère l'homme en lui        | おじさん、男装する               | Ojisan, dansō suru              | 14 mars 2025          |
| Anna revient dans sa ville natale pour la fin des vacances d'été. Grace (Kenzaburô) la suit en tentant de rester incognito, mais elle est rapidement démasquée par la mère d'Anna. Alors que les filles sont invitées à déguster un cornet au chocolat dans la pâtisserie familiale, un jeune homme-bête se retrouve piégé en haut d'un arbre. Sur les conseils de la mère d'Anna, les deux filles réussissent à lui porter secours en combinant leurs magies de vent et d'eau.                                                         |                                         |                                  |                                 |                       |
| 11 | Le Quinqua, l'élégance hors de contrôle | おじさん、エレガントな大ピンチ！ | Ojisan, ereganto na dai pinchi! | 21 mars 2025          |
| Le Conseil étudiant a décidé de jouer une pièce de théâtre avec les genres inversés. Anna est enthousiaste à l'idée de jouer le rôle principal, mais se met rapidement la pression en voulant gérer elle-même tous les préparatifs. Grace fait appel aux membres du club de théâtre, et en particulier Francette Mercure, pour lui venir en aide. Dans les archives du club, Grace découvre un scénario écrit par sa mère, Jacqueline, lorsqu'elle était étudiante.                                                                     |                                         |                                  |                                 |                       |
| 12 | Le quinqua clôture le festival          | おじさん、学園祭で打ち上げる     | Ojisan, gakuen-sai de uchiageru | 28 mars 2025          |
| Grace rencontre une difficulté inattendue : son cheat d'élégance convertit automatiquement ses répliques en phrases distinguées, ce qui l'empêche d'interpréter son personnage de vagabond. Les autres membres du conseil n'ont pas eu l'occasion de répéter correctement non plus, mais arrive déjà le jour du spectacle. Même la scénariste, Jacqueline Auvergne, la mère de Grace, est présente dans le public. Malgré la pression, la troupe du conseil parviendra-t-elle à faire de la pièce un succès ?                           |                                         |                                  |                                 |                       |

## Webradio
Pendant toute la saison de diffusion de l'animé, la webradio Cho! A&G+ accueille une émission hebdomadaire (le jeudi à 19h00, à partir du 9 janvier) intitulée Akuyaku reijō rajio ojisan (悪役令嬢ラジオおじさん), présentée par Kazuhiko Inoue et M・A・O,.